# Star Trek: The Next Generation - Birth of the Federation
Star Trek: The Next Generation - Birth of the Federation est un jeu vidéo 4X de stratégie au tour par tour développé par MicroProse, sorti en 1999 sur PC (Windows). Il est adapté de la série Star Trek : La Nouvelle Génération.

## Accueil
| Star Trek: Birth of the Federation |      |       |
| Média                              | Pays | Notes |
| Computer Gaming World              | US   | 3.5/5 |
| PC Zone                            | UK   | 89 %  |